# میکل کسلر
میکل کسلر (دانمارکی: Mikkel Kessler؛ زادهٔ ۱ مارس ۱۹۷۹) بوکسور اهل دانمارک است.